# Callenish Circle
A Callenish Circle holland melodikus death/blackened death/progresszív metal együttes volt. 1992-ben alakultak meg a limburgi Holtum-Born-ban. 2007-ben feloszlottak.

## Stúdióalbumok
- Drift of Empathy (1996)
- Graceful...Yet Forbidding (1999)
- Flesh Power Dominion (2002)
- My Passion // Your Pain (2003)
- Pitch.Black.Effects (2005)